# Harold Cottam
Harold Thomas Cottam, född 27 januari 1891 i Southwell, Nottinghamshire, död 30 maj 1984, var telegrafist ombord på RMS Carpathia när han mottog nödmeddelandet från Titanic då fartyget kolliderat med ett isberg 14 april 1912.

## Biografi
Harold Cottam var äldste son till William Cottam och dennes hustru Jane. Han hade fyra yngre bröder. Cottam blev vid 17 års ålder den yngste någonsin att examineras från GB school of telegraphy. Efter avslutade studier fick han arbete till sjöss på skeppet Medic. I februari 1912 fick han anställning av det brittisk-amerikanska rederiet Cunard Line ombord på ångfartyget RMS Carpathia som telegrafist. Natten till mellan den 14 och 15 april 1912 mottog han ett SOS-samtal av Titanics telegrafister att de kolliderat med ett isberg. Cottam meddelade kapten Arthur Rostron som omedelbart vände kurs mot den sjunkande Titanic. Cottam fick mycket uppmärksamhet för sin insats under Titanics förlisning och fick mottaga stor berömmelse.
Cottam arbetade inom sjöfarten fram tills år 1922, då han senare blev försäljare. Cottam gifte sig med Elsie Jean Shepperson och tillsammans fick de fyra barn;  William, Jean, Sybil och Angus.